# Path of Wellness
Path of Wellness är det tionde studioalbumet av den amerikanska rockgruppen Sleater-Kinney, utgivet den 11 juni 2021 på Mom + Pop Music. Efter trummisen Janet Weiss avhopp 2019 är Path of Wellness det första albumet med Sleater-Kinney som en duo, bestående av Carrie Brownstein och Corin Tucker. Trummorna på albumet sköttes istället av Angie Boylan, Brian Koch och Vincent LiRocchi.

## Låtlista
| Nr           | Titel                     | Längd |
| ------------ | ------------------------- | ----- |
| 1.           | Path of Wellness          | 2:40  |
| 2.           | High In the Grass         | 4:05  |
| 3.           | Worry with You            | 3:50  |
| 4.           | Method                    | 4:20  |
| 5.           | Shadow Town               | 5:10  |
| 6.           | Favorite Neighbor         | 2:49  |
| 7.           | Tomorrow's Grave          | 3:52  |
| 8.           | No Knives                 | 1:16  |
| 9.           | Complex Female Characters | 3:00  |
| 10.          | Down the Line             | 4:06  |
| 11.          | Bring Mercy               | 3:49  |
| Total längd: | Total längd:              | 38:57 |